# Menhir von Kortenbeck
Der Menhir von Kortenbeck ist ein Menhir in Kortenbeck, einem Ortsteil von Dähre im Altmarkkreis Salzwedel, nahe der Grenze zu Niedersachsen in Sachsen-Anhalt.

## Lage und Beschreibung
Der Stein steht heute direkt im Zentrum von Kortenbeck am Nordende des Dorfplatzes. Ursprünglich stammt er aus der Nähe des Lehnekenberges nahe dem Nachbarort Dahrendorf. Möglicherweise war er Teil eines heute zerstörten Steinkreises auf dem Berg.
Der Menhir besteht aus rotem Granit. Seine Höhe beträgt 155 cm, die Breite 138 cm und die Tiefe 100 cm. Er hat einen annähernd dreieckigen Querschnitt und läuft in einer stumpfen Spitze aus. Er besitzt eine flache und eine unregelmäßig gewölbte Seite. Auf der gewölbten Seite verläuft 40 cm unter der Spitze quer über die Hälfte des Steins eine künstliche Rille. Auf der flachen Seite wurde 1995 eine Gedenktafel zur Dorferneuerung angebracht.